# NGC 1326
NGC 1326 é uma galáxia lenticular (SB0) localizada na direcção da constelação de Fornax. Possui uma declinação de -36° 27' 51" e uma ascensão recta de 3 horas, 23 minutos e 56,4 segundos.
A galáxia NGC 1326 foi descoberta em 29 de Novembro de 1837 por John Herschel.